# Ioana Nicolaie

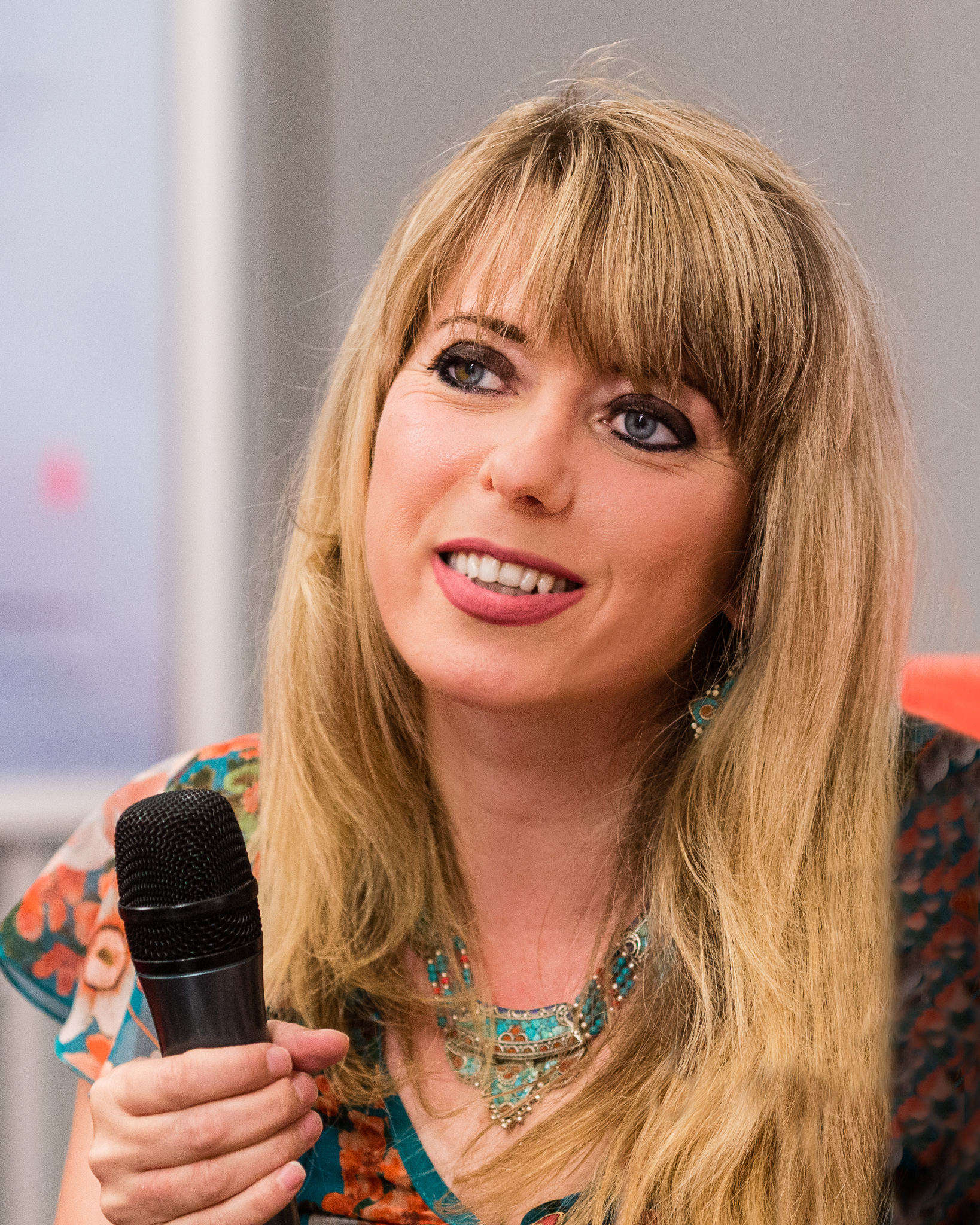
Ioana Nicolaie, 2019

Ioana Nicolaie, född 1 juni 1974 i Sângeorz-Băi, Bistrița-Năsăud, Rumänien, är en rumänsk poet och prosaist. Hon debuterade 2000 med diktsamlingen Poză retuşată (Retuscherad bild) och har sedan dess givit ut sju titlar - poesi, prosa, barnlitteratur och bildböcker. Hon har översatts till tyska, franska och engelska och fått flera priser. Himlen i magen utkommer på svenska hösten 2013, och är en prosalyrisk dagbok över en kvinnas första graviditet. 
Nicolaie är gift med den rumänske författaren Mircea Cărtărescu. 